# Hafa Adai
『Hafa Adai』（ハファ・デイ）は、井口裕香の1枚目のオリジナルアルバム。2014年7月9日にワーナー・ブラザース・ホームエンターテイメントから発売された。
井口自身が好きな夏をテーマとしたアルバム。タイトルは、ロケがグアムで行われたことに加え自身初のアルバムであるため「こんにちは」を意味するチャモロ語の「Hafa Adai」にしたという。なお曲順は、夏の1日を表現するため「Manana」（おはよう）で始まり「Puengue」（おやすみ）で締めくくるようにしたという。
全曲のボーカルおよび1・12曲目のインストゥルメンタル楽曲を含む全てのコーラスは井口が担当。楽曲の制作はスマイルカンパニー所属の作家陣が中心となって行っている。

## 音楽性
4曲目「Grow Slowly」は、2ndシングル曲であり、テレビアニメ『とある科学の超電磁砲S』の前期エンディングテーマ。
5曲目「rainbow heart ♡ rainbow dream ☆」は、3rdシングル曲。
6曲目「夕立ちセレナード」は、夕立が収まった光景を描写している。
7曲目「ポニーテール」は、夏の夜に井口の愛犬である「サスケ」と散歩する様子を歌った曲。当初はサスケの視点で書くことも考えたが、そうすると井口の自宅の様子が強調されすぎてしまうため現行の内容にしたという。ちなみに作詞はIMAKISASAが作曲を行った後行われた。
8曲目「Shining Star-☆-LOVE Letter（Summer ver.）」は、1stシングル曲でありアニメ映画『劇場版 とある魔術の禁書目録 -エンデュミオンの奇蹟-』のイメージソングである「Shining Star-☆-LOVE Letter」を、夏を彷彿とさせるアレンジに変更した曲。
9曲目「Open Sesame!」は、井口自身が夏の思い出を体験した気になる爽快感のある曲。テレビ東京『アニメマシテ』の2014年7月度オープニングテーマ。
11曲目「キミのチカラ」は、ファンへの感謝の気持ちを歌った曲。制作は「ポニーテール」と違い歌詞先行で書かれたが、良いフレーズが思い浮かばないため、井口自身の家族構成や仕事への取り組みをスタッフが質問し、それを基にディレクターが再構成したという。

## リリース
2014年7月9日にWarner Home Videoから発売された。
販売形態は、初回限定盤（1000497361）・DVD付通常盤（1000511529）・通常盤（1000497362）の3種リリースで、初回限定盤とDVD付通常盤にはジャケットの撮影および本作のレコーディングの様子を収録したDVDが、初回限定盤には撮り下ろし写真集と全5種の内1枚がランダムに封入されたトレーディングカードが同梱されている。

## 収録内容
| #         | タイトル                                      | 作詞             | 作曲       | 編曲      | 時間  |
| --------- | --------------------------------------------- | ---------------- | ---------- | --------- | ----- |
| 1.        | 「Manana」                                    |                  | 前口渉     | 前口渉    | 1:28  |
| 2.        | 「Fun Fanfare」                               | zopp             | しほり     | 増田武史  | 3:45  |
| 3.        | 「POPCORN SMILE」                             | 渡辺翔           | 渡辺翔     | 前口渉    | 3:47  |
| 4.        | 「Grow Slowly」                               | 渡辺翔           | 渡辺翔     | 清水哲平  | 4:10  |
| 5.        | 「rainbow heart ♡ rainbow dream ☆」           | meg rock         | 山田智和   | 佐々木裕  | 3:35  |
| 6.        | 「夕立ちセレナード」                          | Satomi           | 石川烈     | 渡辺拓也  | 4:40  |
| 7.        | 「ポニーテール」                              | 井口裕香、春和文 | IMAKISASA  | 佐々木裕  | 5:05  |
| 8.        | 「Shining Star-☆-LOVE Letter（Summer ver.）」 | KOTOKO           | 八木沼悟志 | 大久保薫  | 5:07  |
| 9.        | 「Open Sesame!」                              | 市川喜康         | 本間昭光   | KAY       | 4:00  |
| 10.       | 「twinkle twinkle...」                        | 春和文           | 渡辺和紀   | 渡辺和紀  | 5:08  |
| 11.       | 「キミのチカラ」                              | 井口裕香         | 矢吹香那   | 前口渉    | 5:21  |
| 12.       | 「Pueñgue」                                   |                  | 前口渉     | 前口渉    | 1:32  |
| 合計時間: | 合計時間:                                     | 合計時間:        | 合計時間:  | 合計時間: | 47:43 |

| #  | タイトル                     | 作詞 | 作曲・編曲 |
| -- | ---------------------------- | ---- | ---------- |
| 1. | 「Special Movie in GUAM」    |      |            |
| 2. | 「Album Recording Document」 |      |            |

## チャート
| チャート（2014年）                                 | 最高位 |
| -------------------------------------------------- | ------ |
| オリコン                                           | 14     |
| Billboard JAPAN Top Albums                         | 15     |
| Billboard JAPAN Top Independent Albums and Singles | 4      |
| サウンドスキャンジャパン                           | 18     |